# هيلدا مور
هيلدا مور (بالإنجليزية: Hilda Moore)‏ هي ممثلة بريطانية (وحملت سابقاً جنسية المملكة المتحدة لبريطانيا العظمى وأيرلندا)، ولدت في 1890 بلندن في المملكة المتحدة، وتوفيت في 18 مايو 1929 بنيويورك في الولايات المتحدة بسبب مرض.

## وصلات خارجية
- هيلدا مور على موقع IMDb (الإنجليزية)